# Palencia
Palencia è una città della comunità di Castiglia e León in Spagna, capoluogo della omonima provincia, nella regione della Tierra de Campos a lato del fiume Carrión. È situata a 749 metri sul livello del mare e dista 235 km da Madrid. Ha un'estensione di 94,71 km² e una popolazione di 78 892 abitanti (2017).
È sede vescovile.

## Storia
Abitata nell'antichità da una popolazione celtiberica fu conquistata ai Romani da Pompeo che pose fine alle guerre celtiberiche nel 70 a.C. La città, chiamata Pallantia, prosperò sotto il dominio romano e di questo periodo gli scavi effettuati nel territorio hanno messo in luce diverse testimonianze: mosaici, stele, ceramiche. Continuò ad essere importante anche sotto i re visigoti. Anche del periodo visigoto si hanno testimonianze importanti, soprattutto la chiesa di San Juan de Baňos, la cripta della Cattedrale e le numerosi necropoli nella zona. Gli Arabi nel 711 invasero la città e la popolazione l'abbandonò fuggendo sui monti dove nacquero nuovi villaggi. Il re di Navarra, conte d'Aragona e conte di Castiglia Sancho il Grande nell'XI secolo la ripopolò. A lui seguì un'epoca di predominio vescovile. Palencia fu un'importante sede episcopale che favorì il pellegrinaggio a Santiago e il relativo "cammino" che attraversa la provincia da est ad ovest. Il Cid, nella seconda metà dell'XI secolo, adibì un edificio a lebbrosario, il primo in Spagna ed oggi in questo sito si trova la Chiesa di san Lazzaro.
Nel 1113 e nel 1124 vi si tennero due concili.
Il re Alfonso VIII di Castiglia fu il più deciso promotore della città, creò il primo consiglio libero e nel 1212 circa vi stabilì la prima università spagnola, avendo come studente Domenico di Guzmán (1170-1221), il santo che combatté l'eresia degli Albigesi e che successivamente fondò l'Ordine dei frati predicatori che ebbe come obiettivo la predicazione e la conversione degli eretici.
Un episodio entrato a far parte del folclore locale si verificò nel 1388 quando, essendo gli uomini impegnati a combattere altrove, la città fu difesa dalle donne dall'assalto delle truppe guidate da Giovanni Plantageneto, I duca di Lancaster (1340-1399), che tentava, invano, di conquistare la Castiglia rivendicandone il possesso per avere sposato Costanza, figlia del re Pietro il Crudele. In segno di riconoscenza per questo atto d'eroismo il re Giovanni I di Castiglia autorizzò le donne della città a portare sul corpetto una sciarpa color oro e sui capelli un laccio dello stesso colore, come usa ancora oggi nel costume tradizionale.

## Economia
La prosperità economica del XVI secolo trasformò Palencia, insieme alle altre province castigliane, nel cuore economico e demografico dell'impero spagnolo.
A partire dagli anni '70 del secolo scorso la provincia inizia uno sviluppo industriale nel tessile e nella metallurgia. Attualmente Palencia è una città con un alto livello di comunicazioni e servizi.
Nella fabbrica della Renault viene costruito il modello Renault Scénic.

## Principali monumenti
- Palacio Barroco, esempio di architettura nobiliare del XVIII secolo.

### Architetture religiose
- San Juan Bautista, romanica con un bel portale gotico, di Santa Clara, facente parte di un convento del 1378;
- San Francisco de Sales, del secolo XIV;
- San Pablo, facente parte di un convento fondato da San Domenico nel 1217 rifatto nel secolo XIV,
- San Miguel, degli inizi del XIII secolo con una torre merlata;
- Nuestra seňora de la Calle (o de la Compañia), del 1598 in stile neoclassico;
- La cattedrale, fondata sopra una cripta preromanica, è un complesso edificio gotico terminato nel 1516 dopo che la prima chiesa era stata costruita nell'XI secolo sui resti di una basilica gotica di cui resta la cripta, detta di San Antolin del VII secolo. Nel 1321 si costruì la parte absidale di tipo gotico francese e nel XV secolo il transetto e le navate in gotico fiorito per finire poi con l'erezione della torre.

### Musei
Accanto alla cattedrale è il Museo Catedralicio con opere pittoriche di diversi artisti fra i quali El Greco e Francisco de Zurbarán e, vicino, il Museo Arqueologico.

## Parchi
Parque de Jardinillos e di San Pablo. Un altro luogo verde è il Parque del Salon attrezzato per passeggiate, sport e con un Auditorium. E ancora: il Parque de Carcavilla, il Parque de la Huerta Guadian, che ha al suo interno una chiesa romanica qui trasferita pietra su pietra dal paese del nord della provincia Villanueva del Rio prima che fosse sommersa dalle acque, i parchi lungo il fiume Carrion da entrambi i lati dedicati a vari sport.

## Eventi e manifestazioni
Numerose e folcloristiche sono le feste: 
- Ogni chiesa ha la sua festa che viene sempre celebrata anche con danze e canti e cerimonie varie, ma la festa maggiore, come in quasi tutte le città spagnole, è quella della Settimana santa, durante la quale ogni giorno ci sono processioni e cerimonie nelle diverse parrocchie in gara fra loro, che si concludono il giorno di Pasqua con la grande processione nella piazza Mayor col "Rompimiento del Velo", concerto di campane, musica e danze tradizionali.
- la festa di San Antolin, il patrono della città che dura più giorni ma ha il suo giorno centrale il 2 settembre, giorno in cui è consuetudine recarsi nella cripta della cattedrale e bere l'acqua miracolosa del santo. Questa cripta è legata a una tradizione secondo la quale il re Sancho el Mayor aggirandosi nei dintorni di Palencia a caccia e inseguendo un cinghiale, entrò in una grotta dove l'animale si era rifugiato ma, mentre si preparava a colpirlo con la lancia, il braccio gli si paralizzò; il re comprese di avere profanato un eremo e promise di edificare una chiesa se San Antolin avesse fatto il miracolo di guarirlo e così fu.
- La festa del Bautizo del Niňo si svolge il 1º gennaio e celebra il battesimo di Gesù: comincia alle prime ore del pomeriggio con una messa nella chiesa di san Miguel seguita da una processione preceduta da una statua in legno di Gesù bambino e dai fedeli vestiti dei costumi tradizionali che danzano al suono dei tamburelli e cantano i villancicos canti medioevali natalizi. Dopo la processione, seguendo l'usanza dei battesimi, le autorità e la "madrina" lanciano dal balcone della canonica caramelle e dolci ai sottostanti.
- Legata a una tradizione è la festa di Santo Toribio che ricorda l'episodio di quando Toribio vescovo di Astorga, venuto a Palencia per combattere l'eresia gnostica, fu accolto a sassate e costretto a rifugiarsi in una grotta nel posto dove c'è oggi la sua cappella. Di lì a poco si verificò un'inondazione del fiume Corrion che venne interpretata come castigo divino, sicché in segno di pentimento si iniziò la tradizione di questa festa che, oltre alle cerimonie religiose, ricorda il fatto con il lancio ai cittadini di pane e formaggio, anziché pietre, da parte della Corporazione comunale.

- Altre feste si svolgono per ogni chiesa con modalità simili, si differenzia la festa di San Antonio legata alla tradizione dell'agricoltura in cui il 17 gennaio ai riti religiosi vengono portati nella chiesa di san Miguel gli animali e le sementi per la benedizione e la cerimonia viene accompagnata da danze e antichi canti in lode del Santo e dei miracoli compiuti da lui.

## Sport
- Calcio
  - Club de Fútbol Palencia, milita Segunda B Gruppo II